# Philippe Streiff
Philippe Pierre Streiff (La Tronche, 26 giugno 1955 – Puteaux, 23 dicembre 2022) è stato un pilota automobilistico francese, che corse anche in Formula 1.
Partecipò a 53 Gran Premi, ottenendo un podio e un totale di 11 punti iridati tra il 1984 e il 1988.

## Biografia

### Gli inizi
Streiff cominciò la sua carriera nel mondo dell'automobilismo a 22 anni, quando si iscrisse alla scuola di guida Nogaro. L'anno seguente prese parte al campionato di Formula Renault, vincendo la sua prima gara sul circuito Paul Ricard, ma a fine anno non andò oltre il quinto posto in classifica piloti. Decise comunque di prendere parte al campionato europeo di Formula 3 alla guida di una Martini messa a disposizione da una scuderia privata. Fu solo, però, con il passaggio alla più competitiva Toyota nel 1980 che cominciò ad ottenere risultati rilevanti. Nel 1981 decise comunque di dedicarsi alla F3 francese, vincendo il campionato al primo tentativo.
Questo risultato gli aprì le porte per il passaggio alla Formula 2 con il team AGS. Nei tre anni successivi, pur concludendo sempre ai primi posti ottenne una sola vittoria, nel 1984.

### Formula 1
Lo stesso anno ebbe la possibilità di debuttare in Formula 1 guidando una Renault al Gran Premio del Portogallo. Nel 1985 inizialmente prese parte al campionato di Formula 3000, ma a stagione in corso venne chiamato dalla Ligier a sostituire Andrea De Cesaris. Con la scuderia francese ottenne il suo unico podio in carriera. Grazie anche alla sponsorizzazione della Renault, Streiff venne messo sotto contratto dalla Tyrrell e nelle due stagioni successive colse un totale di sette punti. Passato alla AGS nel 1988 nel primo anno non ottenne alcun risultato di rilievo.
Un incidente in alcuni test prima dell'inizio della stagione 1989, capitato sul tracciato di Jacarepaguá, in Brasile, lo costrinse a vivere su una sedia a rotelle per il resto dei suoi giorni. Dimostrando comunque una grande forza d'animo, organizzò eventi di go-kart a Parigi e fu consigliere tecnico per i diritti delle persone diversamente abili, sotto la supervisione del Ministero della Sanità francese.
In seguito al tragico incidente che ha visto finire in coma Michael Schumacher nel 2013, si guadagnò la fama di "millantatore", diffondendo a più riprese false notizie sulle condizioni di salute dell'ex pilota tedesco.

### Gli ultimi anni
Muore il 23 dicembre 2022 all'età di 67 anni.

## Risultati in F1
| 1984 | Scuderia | Vettura |  |  |  |  |  |  |  |  |  |  |  |  |  |  |  |     | Punti | Pos. |
| ---- | -------- | ------- |  |  |  |  |  |  |  |  |  |  |  |  |  |  |  | --- | ----- | ---- |
| 1984 | Renault  | RE50    |  |  |  |  |  |  |  |  |  |  |  |  |  |  |  | Rit | 0     |      |

| 1985 | Scuderia         | Vettura    |  |  |  |  |  |  |  |  |  |  |  |    |   |   |     |   | Punti | Pos. |
| ---- | ---------------- | ---------- |  |  |  |  |  |  |  |  |  |  |  | -- | - | - | --- | - | ----- | ---- |
| 1985 | Ligier e Tyrrell | JS25 e 014 |  |  |  |  |  |  |  |  |  |  |  | 10 | 9 | 8 | Rit | 3 | 4     | 15º  |

| 1986 | Scuderia | Vettura   |   |     |     |    |    |    |   |     |   |     |   |     |   |     |     |   | Punti | Pos. |
| ---- | -------- | --------- | - | --- | --- | -- | -- | -- | - | --- | - | --- | - | --- | - | --- | --- | - | ----- | ---- |
| 1986 | Tyrrell  | 014 e 015 | 7 | Rit | Rit | 11 | 12 | 11 | 9 | Rit | 6 | Rit | 8 | Rit | 9 | Rit | Rit | 5 | 3     | 14º  |

| 1987 | Scuderia | Vettura |    |   |   |     |     |   |     |   |   |     |    |    |   |   |    |     | Punti | Pos. |
| ---- | -------- | ------- | -- | - | - | --- | --- | - | --- | - | - | --- | -- | -- | - | - | -- | --- | ----- | ---- |
| 1987 | Tyrrell  | DG016   | 11 | 8 | 9 | Rit | Rit | 6 | Rit | 4 | 9 | Rit | 12 | 12 | 7 | 8 | 12 | Rit | 4     | 15º  |

| 1988 | Scuderia | Vettura     |     |    |     |    |     |     |     |     |     |     |    |     |   |     |   |    | Punti | Pos. |
| ---- | -------- | ----------- | --- | -- | --- | -- | --- | --- | --- | --- | --- | --- | -- | --- | - | --- | - | -- | ----- | ---- |
| 1988 | AGS      | JH22 e JH23 | Rit | 10 | Rit | 12 | Rit | Rit | Rit | Rit | Rit | Rit | 10 | Rit | 9 | Rit | 8 | 11 | 0     |      |

| Legenda | 1º posto     | 2º posto | 3º posto    | A punti         | Senza punti/Non class.  | Grassetto – Pole position Corsivo – Giro più veloce |
| Legenda | Squalificato | Ritirato | Non partito | Non qualificato | Solo prove/Terzo pilota | Grassetto – Pole position Corsivo – Giro più veloce |